# Costus curvibracteatus
Costus curvibracteatus är en enhjärtbladig växtart som beskrevs av Paulus Johannes Maria Maas. Costus curvibracteatus ingår i släktet Costus och familjen Costaceae. Inga underarter finns listade.